# Bomb

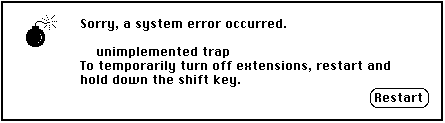
Przykładowe okno System Error w systemie Mac OS

Bomb – symbol przedstawiający bombę występujący jako oznaczenie błędu krytycznego w systemach: klasycznym Mac OS oraz w Atari TOS.

## Mac OS
W systemie Mac OS jest symbolem autorstwa Susan Kare wyświetlanym w okienku System Error podczas krytycznego błędu aplikacji, który wystąpił w trakcie jej pracy. Często taki błąd owocuje zawieszeniem całego systemu.
Symbol ten po raz pierwszy pojawił się w Macintoshu z roku 1984. Zazwyczaj powód wystąpienia błędu widoczny jest w okienku z przyciskiem Restart. Najczęściej przycisk ten jest nieaktywny, co oznacza konieczność restartu systemu.
Najpopularniejszym debuggerem stosowanym do śledzenia tego rodzaju błędów jest program MacBugs.
W przypadku gdy błąd wystąpił podczas uruchamiania systemu (niedziałający sprzęt, brak plików systemowych, itp.) wyświetlana jest pełnoekranowa plansza z ikonką Sad Mac i kodem błędu w formacie szesnastkowym. Została ona, podobnie jak symbol bomby, stworzona przez Susan Kare i wprowadzona razem z oryginalnym Macintoshem.

## Atari TOS

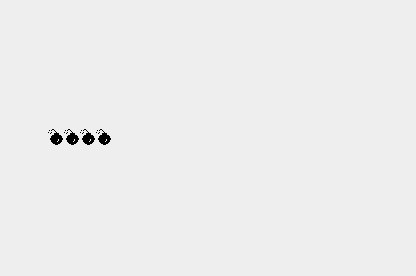
Cztery bomby oznaczające błąd Illegal Instruction - niepoprawna instrukcja

W komputerach Atari z systemem Atari TOS, takich jak Atari ST, TT, Falcon i ich klonów symbol bomby pełnił rolę BSoD. Różna liczba bomb oznacza różne błędy. Błąd przedstawiany jako liczba bomb jest zwracany przez procesor Motorola 68000 obsługujący te komputery.

### Oznaczenia błędów
Poniżej znajdują się liczby bomb i odpowiadające im błędy w wersji oryginalnej:
- 1 bomba: Reset, Initial PC2
- 2 bomby: Bus Error
- 3 bomby: Address Error
- 4 bomby: Illegal Instruction
- 5 bomb: Zero Divide
- 6 bomb: CHK Instruction
- 7 bomb: TRAPV Instruction
- 8 bomb: Privilege Violation
- 9 bomb: Trace
- 10 bomb: Line 1010 Emulator
- 11 bomb: Line 1111 Emulator
- 12–13 bomb: [nieprzypisane]
- 14 bomb: Format Error
- 15 bomb: Uninitialized Interrupt Vector
- 16–23 bomb: [nieprzypisane]
- 24 bomby: Spurious Interrupt
- 25 bomb: Level 1 Interrupt Autovector
- 26 bomb: Level 2 Interrupt Autovector
- 27 bomb: Level 3 Interrupt Autovector
- 28 bomb: Level 4 Interrupt Autovector
- 29 bomb: Level 5 Interrupt Autovector
- 30 bomb: Level 6 Interrupt Autovector
- 31 bomb: Level 7 Interrupt Autovector
- 32–47 bomb: Trap Instruction Vectors
- 48–63 bomb: [nieprzypisane]
- 64–255 bomb: User Interrupt Vectors